# Sneremåla
Sneremåla är en by i Vissefjärda socken i Emmaboda kommun, Kalmar län. Byn ligger 8 kilometer sydväst om Vissefjärda och i byn ligger flera gårdar, däribland Sneremåla Östergård, Sneremåla Västergård och Sneremåla gård.
Nätterhövden och Sidlången är de två största sjöarna i byn. Nätterhövden sträcker sig över hela södra Sneremåla och Guttamåla och i norra Buskahult. Det förekommer även en liten sjö på gränsen till Kroksmåla som heter Kråkgöl. Dessa tre sjöar har små "bäckar" mellan varandra.
I Sneremåla förekommer många åkrar och slättmarker med stenmurar sedan 1800-talet.

## Växtliv
Sneremåla har ett rikt växtliv, speciellt i skogen. I västra, östra och södra Sneremåla förekommer två näringsrika skogar, mestadels för att de två stora sjöarna Sidlången och Nätterhövden finns där. Vid gränsen till Kroksmåla i norr finns en liten näringsrik del av den norra skogen som får sin näring av Kråkgöl.